# City Hunter
City Hunter este un serial-drama Sud-Corean. Personajele principale sunt Lee Min Ho, Park Min Young si Lee Joon Hyuk,
A fost difuzat in premiera pe 25 mai 2011, iar ultimul episod s-a difuzat pe data de 28 iulie 2011. Serialul este bazat pe seria manga City Hunter scrisa de Tsukasa Hojo.

## Synopsis
Povestea începe în 1983. Președintele Sud-Corean și delegații săi sunt în Myanmar pentru o sedință. În timpul sedinței o bombă "plantată" de Coreea de Nord explodează omorând cațiva oficiali de rang înalt. Acest eveniment istoric este numit atentatul Rangoon.
Pentru a-și lua revanșa cinci funcționari Sud-Coreeni planifica o operațiune de intrare în armata Nord Coreană.
Astfel organizează o trupă de 21 de oameni pentru a executa planul. După ce misiunea se încheie, trupele trebuie să înoate pâna la submarine pentru a ajunge acasă. Dar pentru a nu izbucni un război între cele doua țări acestia sunt uciși înainte să apuce să urce în submarine. Singurul supraviețuitor este Lee Jin Pyo, acesta a supraviețuit datorită prietenului său Park Moo Yul, care se pune în fața glonțului. Jin Pyo înoată înapoi la țărm și se întoarce în Coreea de Sud, unde a afla că există un total de cinci funcționari responsabili pentru uciderea camarayilor săi. 
Promițând să-și răzbune tovarășii săi căzuți,el răpește pe fiul lui Moo Yul pentru sugari și fuge la Triunghiul de Aur. Acolo el crește copilul ca și cum ar fi al lui și îl pregătește intens pentru răzbunare. În urma unui atac asupra satului, Jin Pyo îi mărturisește copilului Lee Yoon Sung (Lee Min Ho) planul său.
Șapte ani mai târziu, după ce a terminat cu succes anii de colegiu și de a atinge un doctorat în Statele Unite, de la Institutul de Tehnologie din Massachusetts, Yoon-Sung se întoarce în Coreea de Sud și-a îndeplinit planul de tatal vitreg pentru răzbunare.El intră în Casa Albastră(Casa Albă a Coreenilor) ca un expert IT în cadrul echipei de Rețeaua Națională de comunicare. El este avertizat de Jin-pyo a nu avea încredere în nimeni și niciodată să nu se încadrează în dragoste, ca acest lucru va pune oamenii în jurul lui în pericol.
În Casa Albastră, el întâlnește garda de corp a lui Kim Na Na (Park Min Young). Povestea de dragoste și răzbunare începe.
Dupa ce unul din cei cinci guvernanți a fost prins de Lee Yoon Sung, autoritățile Coreene sunt în alertș și încearcă să îl prindă pe acest "City Hunter". Dupa mai multe lovituri date de City Hunter, poliția încearcă să afle cine este acesta. Kin Nana afla cine este aesta și îl ajută cu răzbunarea deși acesta încearcă să o țină departe.
Partea interesantă apare atunci când Lee Yoon Sung află tot adevărul. Tatăl sau adevarat nu este Park Moo Yul ci președintele, unul dintre cinci membri care au ordonat uciderea oameniilor în apele Naampo. În cele din urmă toate se rezolvă iar iar cei doi îndrăgostiți pot fi împreună.

## Personaje
- Lee Min Ho ca Lee Yoon Sung/Johnny Lee/Poo Chai

Lee Yoon Sung este "Hunter City". Scopul său final este acela de a răzbuna ucigașii tatălui său, în calitate de vânător orașului. Utilizând identitatea unui Nord+Corean Mort acesta se angajeayă la Casa Albastră cu gradul de doctorat în MIT. Acesta se îndrăgostește de Kim Nana chiar dacă a fost avertiyat să nu se îndrăgostească sau să iubească.
- Park Min Young ca Kim Na Na

Ea este un maestru de judo, forțat să se descurce de la o vârstă fragedă, după ce mama ei a fost ucis într-un accident de conducere beat și tatăl ei a fost plasată într-o comă. Ea trebuie să ia multe locuri de muncă, în scopul de a se sprijini.
Competențelor sale excepționale în domeniul artelor marțiale, ia permis să fie ales ca unul din bodyguarzii președintelui. În timpul ei ca garda de corp, ea se îmdragostește de Lee Yoon Sung. Ea descoperă ulterior identitatea sa și încearcă să-l ajute în răzbunare lui.
- Lee Joon Hyuk ca Kim Young Joo (Jiro Kim)

Un procuror inteligent, Kim Young Joo dispune de un puternic sentiment de dreptate, chiar și împotriva politicienilor corupți din Coreea de Sud. El este fostul soț al lui Sae Jin Hee fostul, precum și fiul unuia dintre funcționarii care au dispus de sacrificare în 1983. El este rivalul constantă a lui Citz Hunter. Lucrează pentru aceleași scopuri, dar dorește să facă acest lucru în contextul legii, mai degrabă decât în afara ei.
- Kim Sang Joong ca Lee Jin Pyo

Singurul supraviețuitor al masacrului din 1983. Plin de furie, el vrea să omoare toți oamenii care l-au comandat de execuție. El se preface a fi un investitor din America și începe răzbunarea lui, prin fiul său celui mai bun prieten al său,  Lee Yoon Sung.
- Kim Sang Ho ca Bae Shik Joong

Un jucator de jocuri de noroc care este salvat de Lee Yoon Sung de la huligani, în Thailanda și mai târziu îi devine un prieten apropiat. Acesta îi spune săa abiă grijă de Nana când ajunge în Corea. Mai târziu ajunge și el în Coreea pentru a în ajuta cu răzbunarea.
- Chun Ho Jin ca Choi Eung Chan

Actualul președinte al Coreea de Sud. El a fost unul dintre cei cinci bărbați implicați în cazul din  1983. El este singurul membru al grupului, care este conștient de supraviețuire lui Lee Jin Pyo, dar nu face nimic să-l oprească.